# سمسی
سمسی (samsi) یا به عربی شمسی نام رهبر زن قبیله‌ی عرب بنی‌قیدار بود که در قرن ۷۳۲ قبل از میلاد علیه تیگلات پیلسر سوم، پادشاه آشور قیام کرد اما سرانجام شکست خورد و از طرف امپراتوری آشور مجبور به دفع مالیات گردید. او پس از ملکه «زبیبه» رهبری بنی‌قیدار را به‌عهده گرفت و جانشین پس از او ملکه یطیعه بود.